# Огдоада

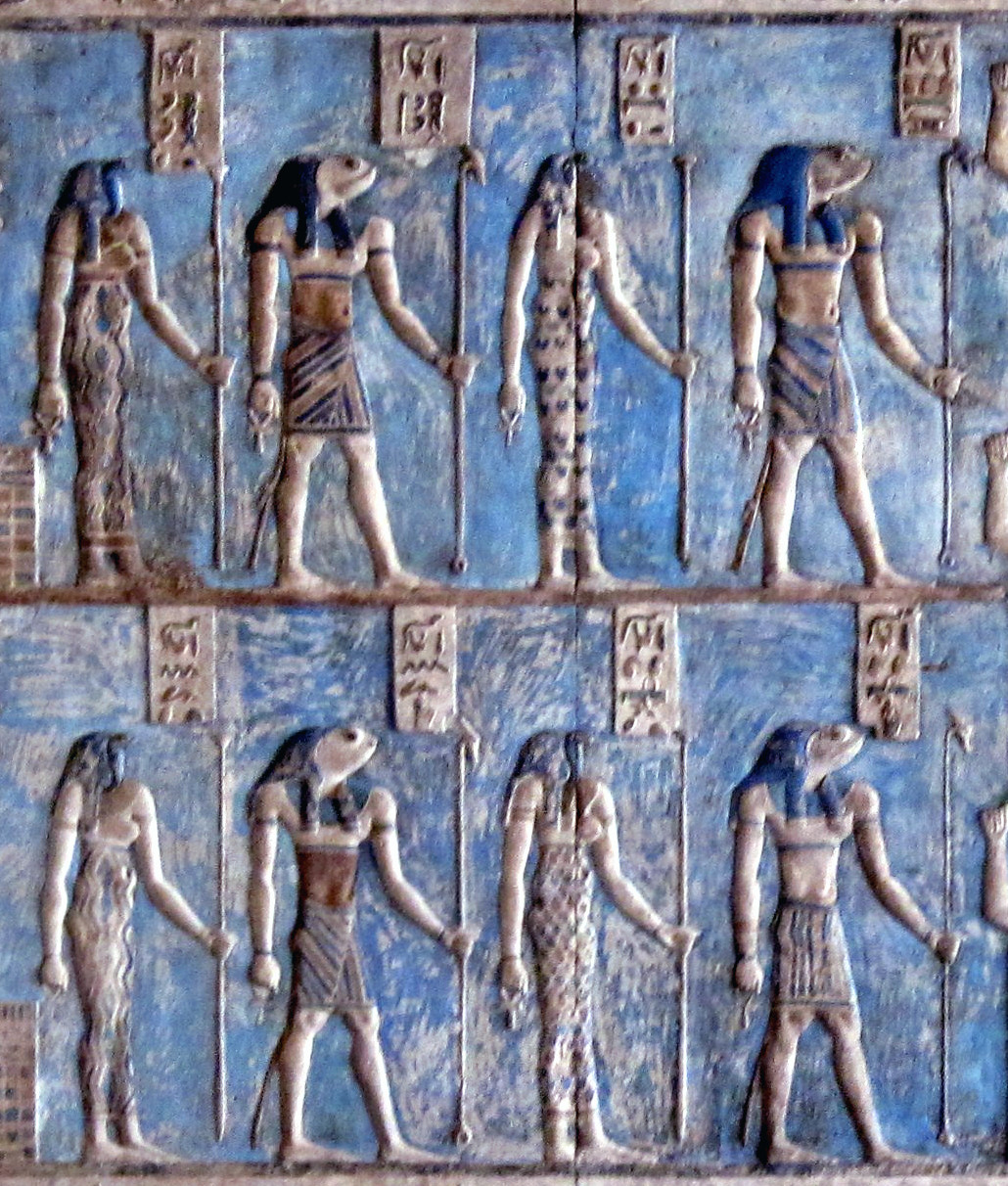
Гермопольська огдоада.

Огдоада (гр. Ογδοάς, досл. «Вісімка») — в єгипетській міфології — вісім початкових богів міста Гермополя (Хемену). В Огдоаду входили чотири пари космічних божеств, з яких виник світ. Боги зображувалися з головами жаб, а богині — з головами змій. Їх імена відомі з «Текстів саркофагів»: Нун і Наунет (водна стихія), Хух і Хаухет (нескінченність в просторі), Кук і Каукет (морок), Амон і Амаунет (приховане). Остання пара, мабуть, замінила богів Ніау і Ніаут (заперечення, ніщо) і була внесена в Огдоаду фіванськими жерцями. З перетворенням в період Нового царства Амона в головного бога Єгипту був створений міф про виникнення Огдоади на чолі з Амоном в Фівах. В птолемеєвську епоху виник міф про подорож Амона з метою утвердження Огдоади з Фів вниз по Нілу і його повернення до Фів. Згідно з «Пам'ятником мемфісської теології» — богословським твором Мемфісських жерців, який фіксує мабуть давніше передання, Птах — деміург, Бог Творець, що створив перших вісім богів.